# Rödbo distrikt
Rödbo distrikt är ett distrikt i Göteborgs kommun och Västra Götalands län. 
Distriktet ligger i norra Göteborg.

## Tidigare administrativ tillhörighet
Distriktet inrättades 2016 och utgörs av en del av området Kungälvs stad omfattade till 1971, delen som före 1952 utgjorde Rödbo socken.
Området motsvarar den omfattning Rödbo församling hade vid årsskiftet 1999/2000.